# Elsie-Britt Stenqvist
Elsie-Britt Stenqvist Levisohn, född 9 januari 1930 i Vallvik, Söderala socken, Gävleborgs län, död 29 maj 1986 i Stockholm, var en svensk målare, tecknare och grafiker.
Hon var dotter till fabriksarbetaren Erik Stenqvist och Dagny Wideberg och från 1961 gift med Curt Magnus Levisohn. Stenqvist studerade vid Georgij Fetcós och Barths målarskolor 1956–1957 och studerade därefter grafik för Adelyne Cross-Eriksson vid Stockholms högskolas kursverksamhet. Hon debuterade i en samlingsutställning på Galleri Brinken i Stockholm 1961. Därefter följde separatutställningar i bland annat Malung och Orsa och Söderhamn. Tillsammans med Ernst Wittin ställde hon ut på Gröna Paletten i Stockholm 1962 och hon medverkade i flera länsutställningar i Hudiksvall. Hennes konst består av naturalistiska djurstudier, stilleben, porträtt, landskap och arbetslivsscener. Som illustratör arbetade hon under signaturen Stenq i Svenska Dagbladet, Vi, och Perspektiv samt utförde illustrationer för ett trettiotal böcker bland annat en utgåva av Robinson Kruse och Bengta Olssons Gänget på Skansen.